# Valdesoto Club de Fútbol
El Valdesoto Club de Fútbol es un club de fútbol de la villa de Valdesoto en el municipio de Siero, Asturias, España. En la actualidad el equipo milita en la Primera Asturfútbol. Los mayores logros del club son el haber disputado seis temporadas en la Tercera División de España, en los años en los que el equipo militó era el cuarto nivel del sistema de ligas de fútbol español.

## Historia
El club fue fundado en 1961, cuando la junta directiva inscribió al club en la Federación Asturiana de Fútbol. Desde entonces es el único equipo que existe en la localidad. En 1963 obtuvieron la Copa Federación de Fútbol de Asturias de 2.ª Categoría Regional, tras vencer en el terreno de juego poleso de "El Jardín" por un gol a cero al Unión Club de Ceares, logrando al año siguiente el ascenso a 1.ª Categoría Regional. Durante gran parte de su existencia el club ha disputado sus partidos en las categorías regionales.
En la temporada 2016-17, el club consiguió su cuarto ascenso a Tercera División tras promocionar a la Segunda "B" el Sporting "B".
Durante la temporada 2019-20, la interrupción de la competición se produjo estando el Valdesoto en puestos de ascenso, por lo que logró su quinto ascenso a Tercera División tras haber descendido dos años antes.
Actualmente es el líder histórico en la clasificación de la Primera Asturfútbol, estando más temporadas y consiguiendo más puntos que ningún otro. También ostenta el récord de tener al debutante más veterano, Pablo Onís de 45 años en la temporada 2019-20.
Desde 2014, su presidente es Herminio Rodríguez. En la campaña 2021-22 consigue el ascenso, tras quedar primero de uno de los grupos en los que la Real Federación de Fútbol del Principado de Asturias había dividido a la Regional Preferente, aún normalizando las competiciones tras la pandemia de la COVID-19.

## Uniforme
Viste de uniforme azulgrana, elegido para evitar discordias con seguidores tanto del Sporting de Gijón como del Oviedo. También los colores rinden homenaje a la condesa de Villarea, quien cedió al club de por vida los terrenos del estadio.
- Uniforme titular: camiseta azulgrana a franjas verticales, pantalón azul oscuro y medias azulgranas.
- Uniforme alternativo: camiseta verde con una manga y cuello blancos, pantalón blanco y medias verdiblancas.

## Estadio
El equipo dispone de dos terrenos de juego propios que son: Villarea, de hierba natural, y el José Isidoro García Nicieza "Güelito", de césped artificial (hasta 2016 de tierra). En el primero disputa sus encuentros oficiales el primer equipo, mientras que en el segundo lo utilizan las categorías inferiores.
Las instalaciones fueron entregadas por la condesa de Villarea, que cedió los 22 554,60 metros cuadrados del estadio durante la presidencia de Luis García.

## Filial
La entidad tiene un acuerdo de filialidad para las temporadas 2022-23 y 2023-24, con el Atlético de Siero, equipo que milita en la Segunda RFFPA.

### Categorías inferiores
Entre los años 1998 y 2005, el club contó con su propia Escuela de fútbol. Hasta su desaparición, estas categorías incluían a equipos federados de infantil, benjamín, alevín, juvenil, cadete y fútbol 7. El cierre de la escuela se justificó en las dificultades económicas del club, así como en la ausencia de jóvenes en la zona.

## Trayectoria en competiciones nacionales
- Temporadas en Primera División: 0
- Temporadas en Segunda División: 0
- Temporadas en Primera Federación: 0
- Temporadas en Segunda Federación: 0
- Temporadas en Tercera: 7
- Participaciones en Copa del Rey: 0

## Trayectoria
| Temporada | Nivel | Categoría                         | Puesto | Copa del Rey |
| --------- | ----- | --------------------------------- | ------ | ------------ |
| 1962-63   | 5     | 2.ª Regional                      | 6.     |              |
| 1963-64   | 5     | 2.ª Regional                      | 1.º    |              |
| 1964-65   | 4     | 1.ª Categoría Regional            | 7.º    |              |
| 1965-66   | 4     | 1.ª Categoría Regional            | 5.º    |              |
| 1966-67   | 4     | 1.ª Categoría Regional            | 5.º    |              |
| 1967-68   | 4     | 1.ª Categoría Regional            | 10.º   |              |
| 1968-69   | 4     | 1.ª Categoría Regional            | 10.º   |              |
| 1969-70   | 4     | 1.ª Categoría Regional            | 10.º   |              |
| 1970-71   | 4     | 1.ª Categoría Regional            | 13.º   |              |
| 1971-72   | 4     | 1.ª Categoría Regional            | 18.º   |              |
| 1972-73   | 4     | 1.ª Categoría Regional            | 17.º   |              |
| 1973-74   | 4     | 1.ª Categoría Regional            | 11.º   |              |
| 1974-75   | 4     | 1.ª Categoría Regional Preferente | 11.º   |              |
| 1975-76   | 4     | 1.ª Categoría Regional Preferente | 14.º   |              |
| 1976-77   | 4     | 1.ª Categoría Regional Preferente | 20.º   |              |
| 1977-78   | 5     | 1.ª Categoría Regional Preferente | 12.º   |              |
| 1978-79   | 5     | Regional Preferente               | 18.º   |              |
| 1979-80   | 7     | 2.ª Regional                      | 1.º    |              |
| 1980-81   | 6     | 1.ª Regional                      | 12.º   |              |
| 1981-82   | 6     | 1.ª Regional                      | 8.º    |              |
| 1982-83   | 6     | 1.ª Regional                      | 6.º    |              |
| 1983-84   | 6     | 1.ª Regional                      | 18.º   |              |
| 1984-85   | 6     | 1.ª Regional                      | 3.º    |              |
| 1985-86   | 6     | 1.ª Regional                      | 6.º    |              |
| 1986-87   | 5     | Regional Preferente               | 19.º   |              |
| 1987-88   | 5     | Regional Preferente               | 12.º   |              |
| 1988-89   | 5     | Regional Preferente               | 19.º   |              |
| 1989-90   | 6     | 1.ª Regional                      | 2.º    |              |
| 1990-91   | 5     | Regional Preferente               | 12.º   |              |
| 1991-92   | 5     | Regional Preferente               | 8.º    |              |
| 1992-93   | 5     | Regional Preferente               | 4.º    |              |
| 1993-94   | 4     | 3.ª División                      | 20.º   |              |
| 1994-95   | 5     | Regional Preferente               | 3.º    |              |
| 1995-96   | 4     | 3.ª División                      | 19.º   |              |
| 1996-97   | 5     | Regional Preferente               | 11.º   |              |
| 1997-98   | 5     | Regional Preferente               | 11.º   |              |
| 1998-99   | 5     | Regional Preferente               | 6.º    |              |
| 1999-2000 | 5     | Regional Preferente               | 3.º    |              |

| Temporada | Nivel | Categoría           | Puesto           | Copa del Rey |
| --------- | ----- | ------------------- | ---------------- | ------------ |
| 2000-01   | 4     | 3.ª División        | 14.º             |              |
| 2001-02   | 4     | 3.ª División        | 19.º             |              |
| 2002-03   | 5     | Regional Preferente | 6.º              |              |
| 2003-04   | 5     | Regional Preferente | 13.º             |              |
| 2004-05   | 5     | Regional Preferente | 14.º             |              |
| 2005-06   | 5     | Regional Preferente | 8.º              |              |
| 2006-07   | 5     | Regional Preferente | 6.º              |              |
| 2007-08   | 5     | Regional Preferente | 6.º              |              |
| 2008-09   | 5     | Regional Preferente | 17.º             |              |
| 2009-10   | 5     | Regional Preferente | 5.º              |              |
| 2010-11   | 5     | Regional Preferente | 7.º              |              |
| 2011-12   | 5     | Regional Preferente | 11.º             |              |
| 2012-13   | 5     | Regional Preferente | 7.º              |              |
| 2013-14   | 5     | Regional Preferente | 8.º              |              |
| 2014-15   | 5     | Regional Preferente | 7.º              |              |
| 2015-16   | 5     | Regional Preferente | 9.º              |              |
| 2016-17   | 5     | Regional Preferente | 4.º              |              |
| 2017-18   | 4     | 3.ª División        | 18.º             |              |
| 2018-19   | 5     | Regional Preferente | 12.º             |              |
| 2019-20   | 5     | Regional Preferente | 3.º              |              |
| 2020-21   | 4     | 3.ª División        | 21.º             |              |
| 2021-22   | 6     | Regional Preferente | 1.º (Subgrupo 2) |              |
| 2022-23   | 5     | 3.ª Federación      | 16.º             |              |
| 2023-24   | 6     | 1.ª Asturfútbol     | 13.º             |              |
| 2024-25   | 6     | 1.ª Asturfútbol     |                  |              |

## Palmarés

### Torneos autonómicos
- Subcampeón de Primera Regional (1): 1989-90.
- Segunda Regional (2): 1963-64 y 1979-80.
- Copa Federación de Segunda Regional (1): 1963.

### Trofeos amistosos
- Trofeo San Bartolomé-Memorial Licesio Díaz (1): 2024.
- Trofeo San Félix (1): 2024.
- Trofeo Presidente "Memorial Secundino Somonte" (1): 2023.
- Trofeo Big Mac (1): 2013.